# Церква Воздвиження Чесного Хреста Господнього (Скомороше)
Церква Воздвиження Чесного Хреста Господнього в Скоморошому — парафія і храм греко-католицької громади Улашківського деканату Бучацької єпархії Української греко-католицької церкви в селі Скомороше Чортківського району Тернопільської области.

## Історія
Будівництво храму в селі Скомороше розпочалося у 1820 році з ініціативи римо-католицького священника о. Вивюрського. Спочатку це був костел, але через брак коштів будівництво на рівні вікон було призупинено. Згодом його все ж добудували.
Храм був освячений 27 вересня 1849 року. У 1912 році під час пожежі згорів його дах.
У 1946 році державна влада насильно перевела парафію до РПЦ. Богослужіння відновилися 4 липня 1989 року, але вже в складі РПЦ.
У 1991 році в селі утворилася невелика громада УАПЦ, яка претендувала на приміщення церкви, але греко-католики відстояли свій храм. Нині згадана громада має власну церкву, збудовану у 1992 році.
При парафії діє братство «Апостольство молитви».

## Парохи
- о. Н. Лисенецький;
- о. В. Левицький;
- о. М. Волянський;
- о. М. Галущинський;
- о. М. Романовський;
- о. М. Ганкевич;
- о. Н. Погорецький;
- о. М. Грималюк;
- о. Т. Лопушинський;
- о. О. Лопушинський (?—1960);
- о. Т. Лопушинський (1989—1992).
- оо. Т. Сеньків, М. Романець, С. Ліщинський, о. І. Чайківський (~ 1992)
- о. Василь Лехняк — адміністратор парафії з 30 жовтня 2011 року.